# Tres Fan Ball
Tres Fan Ball és un grup valencià de música tradicional de ball. Tres Fan Ball naix en la tardor de 1993 a la comarca de l'Horta del País Valencià. En el seu inici el formen tres components: Vicent Pastor (Alcàsser), Eduard Navarro (Manises) i Fabrici Banyos (València). L'any 1995 s'incorpora Joan Mora (Manises), que deixa el grup en 1997. El substitueix Dídac Palau (Foios). En la primavera de 2003 Eduard Navarro deixa el grup i el substitueixen Salvador Llosà (Burjassot) i Manel Mateu (Catarroja). Al 2013 es reincorpora Joan Mora. A l'estiu del 2016 mor Vicent Pastor per malaltia. El substitueix el seu fill, Jordi Pastor (Picanya). Els instruments que utilitzen són: violí, flabiol valencià, dolçaina, tarota, gralla, acordió diatònic, viola de roda, guitarra, guitarró, sac de gemecs, clarinet, buzuki,bateria, baix, banjo i percussions.

## Discs
- Fadrina poruga (1994)
- El sac del temps (1997)
- A peu de plaça (2005)
- La quadrilla (2013)